# Атлакка
Атлакка (англ. Athlacca; ирл. An tÁth Leacach, «форд плитняка») — деревня в Ирландии, находится в графстве Лимерик (провинция Манстер).